# Bistum Tulle
Das Bistum Tulle (lateinisch Dioecesis Tutelensis, französisch Diocèse de Tulle) ist eine in Frankreich gelegene Diözese der römisch-katholischen Kirche mit Sitz in der Stadt Tulle.

## Geschichte
Das Bistum wurde im Jahr 1317 durch den in Avignon residierenden Papst Johannes XXII. errichtet. Hierbei wurde die in Tulle gelegene Abteikirche Saint-Martin zur Kathedrale erhoben und ihr letzter Abt zum ersten Bischof. Nachdem das Bistum im Verlauf der Französischen Revolution säkularisiert worden war, kam sein Gebiet an das Bistum Limoges. Aus diesem wurde es am 6. Oktober 1822 herausgelöst und als selbständiges Bistum wiederbegründet.